# 王新凱
王新凱（1997年8月15日—），台灣男演員，畢業於實踐大學企業管理學系。2019年演出電影《下半場》。2021接演TVBS歡樂台《機智校園生活》校園偶像劇。 

## 演出作品

### 電影
| 首播日期      | 影片名稱   | 角色   | 性質   | 導演   | 備註 |
| 2019年8月23日 | 《下半場》 | 程福升 | 男配角 | 張榮吉 |      |

### 電視劇／網路劇
| 年份   | 頻道                | 劇名                    | 飾演     |
| 2021年 | TVBS歡樂台          | 女力報到－愛的故事      | 侯子傑   |
| 2021年 | TVBS歡樂台          | 機智校園生活            | 侯子傑   |
| 2022年 | TVBS歡樂台          | 機智校園生活-青春萬歲   | 侯子傑   |
| 2022年 | TVBS歡樂台          | 機智校園生活-必勝高三生 | 侯子傑   |
| 2022年 | TVBS歡樂台          | 機智校園生活-青春向前衝 | 侯子傑   |
| 2023年 | LINE TV、TVBS歡樂台 | 機智職場生活            | 侯子傑   |
| 2023年 | KKTV                | 保留席位                | 約會對象 |
| 2025年 | MyVideo             | 喝酒吧！笨蛋            | 獅子     |

## 音樂作品

### 單曲
| 年份   | 歌名    | 備註 |
| 2022年 | WAKE UP | 《機智校園生活》主題曲 與鍾岳軒、林輝瑝、黃柏峰、鄭豐毅、李星鏴、鄭芯恩、馮容潔、陳彥廷、賴雅琪、孔令元、楊翹碩合唱。 |

## 外部連結
- 王新凱的Facebook專頁
- 王新凱的Instagram帳戶
- 王新凱在互联网电影资料库（IMDb）上的資料（英文）